# Двулучное
Двулучное — село в Валуйском городском округе Белгородской области России, административный центр Двулученской территории.

## География
Село расположено в юго-восточной части Белгородской области, недалеко от границы с Украиной, на левом берегу реки Оскола, ниже места впадения её левого притока Уразовой и расположенного на их стрелке посёлка Уразово (ближайший населённый пункт), в 9,82 км по прямой к юго-западу от районного центра, города Валуек.

## История

### Происхождение названия
«Двулучье» — двойной дугообразный изгиб береговой линии, в данном случае реки Оскола, на берегу которого возникло село Двулучное.

### Исторический очерк
В 1626 году здешние земли были пожалованы валуйским конным стрельцам. Расположенная на значительном расстоянии от Валуйской крепости, вблизи татарских перелазов через Оскол, поместная земля до конца XVII века пустовала. Селение стало расти с 1690-х годов.   
В переписи 1732 года указано, что Двулучное "поселено в прошлых годах тому лет с петдесят на казенной полковой земле". 1732-50=1682 год.
В 1712 году почти все двулученцы были зачислены в Изюмский слободской полк.   
По состоянию на 1742 год в селе уже действовала Покровская церковь
В начале XX века в слободе Двулучное существовали церковь, 7 общественных зданий, земская школа, одна мелочная и 2 винных лавки.
В начале 1930-х годов в Уразовском районе был Двулученский сельский совет, с декабря 1962 года — в Валуйском районе.

## Население
При переписи 1732 года в войсковой слободе Двулучной числилось казаков 7 дворов (51 человек), подпомошников 13 дворов (56 человек), батраков — 18. По переписи 1773 года в Двулучной насчитывалось 416 мужчин и 480 женщин, по VIII ревизии 1835 года — 1700 жителей.
В начале XX века в селе было 429 дворов, 3256 жителей (1723 мужского и 533 женского пола). По переписи 1916 года в Двулучном — 3820 жителей.
В 1979 году в селе Двулучном — 1735 жителей, в 1989 году — 1669 (724 мужчины и 945 женщин). К началу 1998 года в селе Двулучном было 1800 жителей и 627 хозяйств.
| 1859 | 1897  | 2002  | 2010  |
| ---- | ----- | ----- | ----- |
| 2055 | ↗3092 | ↘1649 | ↘1430 |

## Интересный факт
В сентябре проводится ежегодный фестиваль- праздник веника. Двулучное издавна славится производством разнообразных веников и метел ручной работы.